# Ctenodecticus bolivari
Ctenodecticus bolivari är en insektsart som beskrevs av Targioni-tozzetti 1881. Ctenodecticus bolivari ingår i släktet Ctenodecticus och familjen vårtbitare.

## Underarter
Arten delas in i följande underarter:
- C. b. africanus
- C. b. bolivari
- C. b. siculus